# Антон Штайнер
Антон Штайнер  (нім. Anton Steiner; нар. 20 вересня 1958) — австрійський гірськолижник, олімпійський медаліст.

## Виступи на Олімпіадах
| Олімпіада        | Дисципліна         | Місце  |
| ---------------- | ------------------ | ------ |
| Інсбрук 1976     | швидкісний спуск   | участь |
| Інсбрук 1976     | слалом             | 22     |
| Лейк-Плесід 1980 | гігантський слалом | 18     |
| Лейк-Плесід 1980 | слалом             | 7      |
| Сараєво 1984     | швидкісний спуск   | 3      |
| Сараєво 1984     | гігантський слалом | участь |
| Сараєво 1984     | слалом             | участь |
| Калгарі 1988     | швидкісний спуск   | 7      |